# نانوک (ایزد)
نانوک 
(به اینوکتیتوت: ᓇᓄᖅ, Nanook) (به معنی خرس قطبی) در اساطیر اینویی ارباب خرس‌ها بود، بدین معنی که او تصمیم می‌گرفت که آیا شکارچیان شایسته موفقیت در پیدا کردن و شکار خرس‌ها هستند یا خیر. این کلمه به واسطهٔ فیلم مستند نانوک شمالی به محبوب دست یافت.
شکارچیان اینویی این خرس بزرگ را پرستش می‌کردند و معتقد بودند که او تصمیم گیرنده موفقیت آن‌ها است. بر طبق افسانه‌ها اگر شکارچی با یک خرس قطبی مرده به درستی رفتار کند، این خبر را با دیگر خرس‌ها به اشتراک می‌گذارد، و آن‌ها نیز خواهان کشته شدن بدست آن شکارچی خواهند شد. تمام گوشت خرس، به استثنای جگرش، باید خورده می‌شد، و پوست آن نیز برای درست کردن لباس مورد استفاده قرار می‌گرفت (از یک خرس سه جفت شلوار و یک جفت چکمه اینویی بدست می‌آمد). اینویی‌ها معتقد بودند که نانوک، خرس قطبی، قدرتمند و توانا بود و آن‌ها فکر می‌کردند که او تقریباً یک انسان می‌باشد. شکارچیان برای ادای احترام به نانوک، پوست خرس را به مدت چندین روز در مکان ویژه‌ای از ایگلو آویزان می‌نمودند. با این حال اگر شکارچی این قوانین را زیر پا بگذارد یا با خرس و روح آن بدرفتاری کند، خرس‌های دیگر او را نادیده می‌گیرند و هرگز در شکار خود موفق نخواهد بود.